# Kunoöhällan
Kunoöhällan är ett naturreservat i Luleå kommun i Norrbottens län. Reservatet är överklagat och ej gällande i september 2018.
Området är naturskyddat sedan 2017 och är 1,8 kvadratkilometer stort. Reservatet omfattar ön med detta namn i södra Lule skärgård. Reservatet består av öppna marker och enstaka träd.